# Numero iperreale
Un numero iperreale è un elemento cardine nell'analisi non standard, introdotta dalle ricerche di Abraham Robinson dell'università Yale nel 1966 sul suo libro Non-Standard Analysis.

## Definizione
Un numero iperreale è un numero appartenente all'insieme {\displaystyle \mathbb {R} ^{*}}, una struttura matematica che può essere costruita a partire da {\displaystyle \mathbb {R} }, ma che risulta più ampia. Esso viene definito a partire dal numero infinitesimo.
Secondo Robinson un infinitesimo è un numero ε minore in valore assoluto di qualsiasi {\displaystyle {\frac {1}{n}}} per ogni {\displaystyle n\in \mathbb {N} }. A differenza di Leibniz, egli attribuisce a tali ε la dignità di numeri:
la categoria dei numeri iperreali è l'insieme dei reali, degli infinitesimi, dei reciproci degli infinitesimi (numeri infiniti) e di altri numeri infinitamente vicini ai reali.
Un numero iperreale non infinito è, pertanto, della forma:
a+ε,
dove a è un numero reale ed ε un infinitesimo. Di conseguenza, attorno a un numero reale, esiste un intorno di numeri iperreali a distanza infinitesima da esso, i quali costituiscono l'insieme degli a + ε: tale insieme viene detto monade e viene indicato con μ(a).
Si dimostra che ε è minore di ogni numero reale positivo.
In maniera più formale la monade di un numero a viene definita come la classe di equivalenza  della relazione {\displaystyle a\simeq b} se {\displaystyle a-b} è un numero infinitesimo o 0.

### Non continuità della retta degli iperreali
La retta dei reali è immersa nella retta degli iperreali. Per quest'ultima non vale l'assioma di Archimede, quindi non è detto che, dati due numeri a e b, con 0 < a < b, esista un intero N per cui vale la relazione Na > b. Come conseguenza, non sempre esiste l'elemento di separazione tra due semirette contigue.
Dimostrazione
Supponiamo per assurdo che esista l'elemento di separazione per qualsiasi coppia di semirette contigue, allora possiamo ammetterne l'esistenza per una coppia in particolare: la semiretta r che contiene tutti gli iperreali negativi, lo zero e tutti gli iperreali infinitesimi e la semiretta r'  contenente tutti gli iperreali non infinitesimi positivi. Chiamiamo σ l'elemento di separazione: esso sarà maggiore di zero e maggiore di tutti gli elementi di r. Distinguiamo due casi. Se σ appartenesse ad r, sarebbe infinitesimo. Ma, per la definizione di infinitesimo, anche un suo multiplo Nσ, con N naturale grande a piacere, lo sarebbe, e apparterrebbero a r. Tuttavia Nσ > σ, e questo è impossibile perché abbiamo supposto che σ separasse r ed r'. Passiamo ora all'altro caso: se σ appartenesse a r', allora non sarebbe infinitesimo, e dunque nemmeno σ/N, con N naturale grande a piacere. Ma questo è un elemento di r' e ovviamente σ/N < σ, ovvero una contraddizione. Quindi non esiste un elemento di separazione tra r'  ed r.

## Costruzione dell'insieme degli iperreali
In questo modo si è in grado di costruire un insieme iperreale più ampio rispetto a quello reale. Si indichi l'insieme dei reali, dotato delle operazioni di somma e prodotto ed ordinato usualmente, nel modo seguente:
{\displaystyle {\mathfrak {R}}=(\mathbb {R} ,+,\cdot ,\leq ).}
L'insieme degli iperreali sarà pertanto indicato come:
{\displaystyle {\mathfrak {R}}^{*}=(\mathbb {R} ^{*},+^{*},\cdot ^{*},\leq ^{*}).}
Sia ora {\displaystyle \mathbb {N} } l'insieme dei numeri naturali e {\displaystyle \mathbb {R} } l'insieme delle successioni dei numeri reali, di modo che ciascun suo elemento abbia la forma:
{\displaystyle r=\langle r_{1},r_{2},r_{3},\ldots \rangle =\langle r_{i}\rangle ,} con {\displaystyle i\in \mathbb {N} }
Le operazioni di somma e moltiplicazione sono pertanto definite da:
{\displaystyle r\oplus s=\langle r_{i}+s_{i}\rangle ;}
{\displaystyle r\otimes s=\langle r_{i}\cdot s_{i}\rangle .}
Ora, se r ed s sono due elementi di {\displaystyle \mathbb {R} }, allora si dirà che {\displaystyle r\equiv s} se e solo se {\displaystyle \{i\in \mathbb {N} :r_{i}=s_{i}\}\in {\mathfrak {U}}}, dove {\displaystyle {\mathfrak {U}}} è un ultrafiltro sui naturali.
Questa relazione {\displaystyle \equiv } sarà di equivalenza su {\displaystyle \mathbb {R} }. A questo punto è possibile partizionare tale insieme in classi di equivalenza. L'insieme di queste classi è indicato con {\displaystyle \mathbb {R} ^{*}} e la classe contenente una particolare successione s, sarà indicata da {\displaystyle [s]} o {\displaystyle s}. Gli elementi di {\displaystyle \mathbb {R} ^{*}} sono detti numeri iperreali.

### Operazioni e relazioni
A questo punto è possibile definire operazioni e relazioni sugli iperreali:
- {\displaystyle r+s=[\langle r_{i}+s_{i}\rangle ]} cioè {\displaystyle [r]+[s]=[r\oplus s];}
- {\displaystyle r\cdot s=[\langle r_{i}\cdot s_{i}\rangle ]} cioè {\displaystyle [r]\cdot [s]=[r\otimes s];}
- {\displaystyle r<s} se e solo se {\displaystyle \{i\in \mathbb {N} :r_{i}<s_{i}\}\in {\mathfrak {U}};}
- {\displaystyle r\leq s} se e solo se {\displaystyle r<s} o {\displaystyle r=s.}